# Anne Kremer
Pour les articles homonymes, voir Kremer.
Anne Kremer (née le 17 octobre 1975 à Luxembourg) est une joueuse de tennis luxembourgeoise, professionnelle depuis 1998.
En Grand Chelem, elle a réalisé ses meilleures performances à Wimbledon, y atteignant le 3e tour à deux occasions, en 1999 et 2004.
Représentante régulière de son pays en Fed Cup, Anne Kremer a disputé de 1991 à 2008 quelque 89 matchs dans cette compétition, en remportant 51.
Au cours de sa carrière, elle a notamment battu plusieurs numéros un mondiales (Monica Seles, Arantxa Sánchez ou Amélie Mauresmo), et compte deux titres WTA en simple dames à son palmarès.

## Palmarès

### Titres en simple dames
| No | Date       | Nom et lieu du tournoi      | Catégorie | Dotation  | Surface    | Finaliste      | Score    |          |
| -- | ---------- | --------------------------- | --------- | --------- | ---------- | -------------- | -------- | -------- |
| 1  | 03-01-2000 | ASB Bank Classic, Auckland  | Tier IVb  | 110 000 $ | Dur (ext.) | Cara Black     | 6-4, 6-4 | Parcours |
| 2  | 13-11-2000 | Volvo Women’s Open, Pattaya | Tier IVb  | 110 000 $ | Dur (ext.) | Tatiana Panova | 6-1, 6-4 | Parcours |

### Finales en simple dames
| No | Date       | Nom et lieu du tournoi      | Catégorie | Dotation  | Surface      | Vainqueure        | Score         |          |
| -- | ---------- | --------------------------- | --------- | --------- | ------------ | ----------------- | ------------- | -------- |
| 1  | 15-11-1999 | Volvo Women’s Open, Pattaya | Tier IVb  | 112 500 $ | Dur (ext.)   | Magdalena Maleeva | 4-6, 6-1, 6-2 | Parcours |
| 2  | 16-04-2001 | Colorotex GP, Budapest      | Tier V    | 110 000 $ | Terre (ext.) | Magdalena Maleeva | 3-6, 6-2, 6-4 | Parcours |

## Parcours en Grand Chelem

### En simple dames
| Année | Open d'Australie                                  | Open d'Australie                                   | Internationaux de France                           | Internationaux de France                         | Wimbledon                                          | Wimbledon                                            | US Open                                              | US Open             |
| ----- | ------------------------------------------------- | -------------------------------------------------- | -------------------------------------------------- | ------------------------------------------------ | -------------------------------------------------- | ---------------------------------------------------- | ---------------------------------------------------- | ------------------- |
| 1996  | —                                                 | —                                                  | Q2 \|\| style="text-align:left" \| Flora Perfetti  | 1er tour (1/64)                                  | Ai Sugiyama                                        | Q1 \|\| style="text-align:left" \| Angélica Gavaldón |                                                      |                     |
| 1997  | 1er tour (1/64)                                   | Florencia Labat                                    | Q1 \|\| style="text-align:left" \| Petra Gáspár    | 1er tour (1/64)                                  | Martina Hingis                                     | Q3 \|\| style="text-align:left" \| Pavlina Nola      |                                                      |                     |
| 1998  | Q2 \|\| style="text-align:left" \| Amanda Grahame | —                                                  | —                                                  | Q3 \|\| style="text-align:left" \| Els Callens   | 2e tour (1/32)                                     | Venus Williams                                       |                                                      |                     |
| 1999  | 2e tour (1/32)                                    | Mary Pierce                                        | 2e tour (1/32)                                     | Ruxandra Dragomir                                | 3e tour (1/16)                                     | Jelena Dokić                                         | 2e tour (1/32)                                       | Anke Huber          |
| 2000  | 1er tour (1/64)                                   | Marlene Weingärtner                                | 2e tour (1/32)                                     | Anne-Gaëlle Sidot                                | 1er tour (1/64)                                    | Conchita Martínez                                    | 2e tour (1/32)                                       | Monica Seles        |
| 2001  | 2e tour (1/32)                                    | Virginie Razzano                                   | 2e tour (1/32)                                     | Denisa Chládková                                 | 1er tour (1/64)                                    | Kristina Brandi                                      | 1er tour (1/64)                                      | Tatiana Poutchek    |
| 2002  | 2e tour (1/32)                                    | Barbara Rittner                                    | 3e tour (1/16)                                     | Chanda Rubin                                     | 2e tour (1/32)                                     | Maja Matevžič                                        | 1er tour (1/64)                                      | Svetlana Kuznetsova |
| 2003  | 2e tour (1/32)                                    | Evie Dominikovic                                   | —                                                  | —                                                | —                                                  | —                                                    | —                                                    | —                   |
| 2004  | —                                                 | —                                                  | —                                                  | —                                                | 3e tour (1/16)                                     | Paola Suárez                                         | Q2 \|\| style="text-align:left" \| Shikha Uberoi     |                     |
| 2005  | 1er tour (1/64)                                   | Michaela Paštiková                                 | 1er tour (1/64)                                    | Silvia Farina                                    | 2e tour (1/32)                                     | Roberta Vinci                                        | 1er tour (1/64)                                      | Lisa Raymond        |
| 2006  | Q1 \|\| style="text-align:left" \| Kathrin Wörle  | Q2 \|\| style="text-align:left" \| Virginie Pichet | —                                                  | —                                                | Q2 \|\| style="text-align:left" \| Ashley Weinhold |                                                      |                                                      |                     |
| 2007  | 2e tour (1/32)                                    | Serena Williams                                    | 1er tour (1/64)                                    | Ágnes Szávay                                     | 1er tour (1/64)                                    | Francesca Schiavone                                  | Q3 \|\| style="text-align:left" \| Julia Görges      |                     |
| 2008  | 2e tour (1/32)                                    | Nadia Petrova                                      | 1er tour (1/64)                                    | Sorana Cîrstea                                   | —                                                  | —                                                    | —                                                    | —                   |
| 2009  | —                                                 | —                                                  | —                                                  | —                                                | —                                                  | —                                                    | Q1 \|\| style="text-align:left" \| Yurika Sema       |                     |
| 2010  | —                                                 | —                                                  | —                                                  | —                                                | —                                                  | —                                                    | Q2 \|\| style="text-align:left" \| Tetiana Luzhanska |                     |
| 2011  | 1er tour (1/64)                                   | Simona Halep                                       | Q1 \|\| style="text-align:left" \| Corinna Dentoni | Q1 \|\| style="text-align:left" \| Eva Birnerová | Q1 \|\| style="text-align:left" \| Olga Savchuk    |                                                      |                                                      |                     |

À droite du résultat, l’ultime adversaire.

### En double dames
| Année | Open d'Australie              | Open d'Australie   | Internationaux de France         | Internationaux de France | Wimbledon                    | Wimbledon                  | US Open | US Open |
| ----- | ----------------------------- | ------------------ | -------------------------------- | ------------------------ | ---------------------------- | -------------------------- | ------- | ------- |
| 2005  | 1er tour (1/32) M.A. Sánchez  | M. Ani F. Pennetta | 1er tour (1/32) A. Serra Zanetti | E. Bovina E. Dementieva  | 1er tour (1/32) A. Smashnova | E. Dominikovic A. Nakamura | -       | -       |
| 2008  | 1er tour (1/32) P. Parmentier | C. Black L. Huber  | -                                | -                        | -                            | -                          | -       | -       |

Sous le résultat, la partenaire ; à droite, l’ultime équipe adverse.

## Parcours aux Jeux olympiques

### En simple dames
| # | Date       | Nom de l'olympiade           | Surface    | Résultat        | Ultime adversaire  | Score         |          |
| - | ---------- | ---------------------------- | ---------- | --------------- | ------------------ | ------------- | -------- |
| 1 | 23/07/1996 | Summer Olympics Atlanta      | Dur (ext.) | 1er tour (1/32) | Lindsay Davenport  | 6-2, 6-1      | Parcours |
| 2 | 19/09/2000 | Olympic Games Sydney         | Dur (ext.) | 2e tour (1/16)  | Amanda Coetzer     | 4-6, 6-3, 6-4 | Parcours |
| 3 | 15/08/2004 | Olympic Tennis Event Athènes | Dur (ext.) | 1er tour (1/32) | María Vento-Kabchi | 6-3, 6-4      | Parcours |

### En double dames
| # | Date       | Nom de l'olympiade           | Surface    | Résultat        | Partenaire      | Ultimes adversaires              | Score          |          |
| - | ---------- | ---------------------------- | ---------- | --------------- | --------------- | -------------------------------- | -------------- | -------- |
| 1 | 15/08/2004 | Olympic Tennis Event Athènes | Dur (ext.) | 1er tour (1/16) | Claudine Schaul | Catalina Castaño Fabiola Zuluaga | 7-67, 2-6, 9-7 | Parcours |

## Parcours en Coupe de la Fédération
| #                                                                              | Date       | Lieu       | Surface | Gagnante(s) | Perdante(s)     | Score         |          |
|                                                                                |            |            |         |             |                 |               |          |
| 1991 - 1er tour qualifications (groupe mondial) - Bolivie - Luxembourg - 0 : 3 |            |            |         |             |                 |               |          |
| 1                                                                              | 19/07/1991 | Nottingham |         | Anne Kremer | Cecilia Ampuero | 4-6, 7-5, 7-5 | Parcours |
|                                                                                |            |            |         |             |                 |               |          |
| 1991 - 2e tour qualifications (groupe mondial) - Chine - Luxembourg - 2 : 1    |            |            |         |             |                 |               |          |
| 2                                                                              | 21/07/1991 | Nottingham |         | Anne Kremer | Yang Li-Hua     | 7-5, 7-5      | Parcours |

## Classements WTA en fin de saison

### En simple
| Année | 1992 | 1993 | 1994 | 1995 | 1996 | 1997 | 1998 | 1999 | 2000 | 2001 | 2002 | 2003 | 2004 | 2005 | 2006 | 2007 | 2008 | 2009 | 2010 | 2011 | 2012 | 2013 |
| Rang  | 783  | -    | 248  | 231  | 134  | 129  | 74   | 31   | 35   | 33   | 25   | 389  | 94   | 166  | 142  | 85   | 264  | 559  | 165  | 254  | 496  | 986  |

Source : (en) « Classements de Anne Kremer », sur le site officiel du WTA Tour

### En double
| Année | 1994 | 1995 | 1996 | 1997 | 1998 | 1999 | 2000 | 2001 | 2002 | 2003 | 2004 | 2005 | 2006 | 2007 | 2008 | 2009 | 2010 | 2011 | 2012 |
| Rang  | 589  | -    | -    | -    | 892  | 212  | 373  | 212  | 217  | -    | 273  | 812  | 284  | 314  | 555  | -    | 744  | 290  | 619  |

Source : (en) « Classements de Anne Kremer », sur le site officiel du WTA Tour